# Battaglia di Famars
La battaglia di Famars si svolse il 23 maggio 1793 nel corso della guerra della Prima coalizione, fra le forze francesi del generale Lamarche e quelle della coalizione (austriache, di Hannover e britanniche) sotto il comando del duca di York. La battaglia ebbe luogo presso il villaggio di Famars, nel nord della Francia, e venne vinta dalla coalizione alleata.